# Târgușor
Târguşor là một xã ở hạt Constanţa, România.
Xã này có 2 làng:
- Târguşor (tên lịch sử: Pazarlia, tiếng Thổ Nhĩ Kỳ: Pazarlı)
- Mireasa (tên lịch sử: Cheia; Ghelengic, tiếng Thổ Nhĩ Kỳ: Gelincik)